# Мособлэнерго
Мособлэнерго, также  Моско́вская областна́я энергосетева́я компания — акционерное общество, созданное на основании Постановления Правительства Московской области от 19.07.2005 № 456/26 "Об участии Московской области в создании открытого акционерного общества «Московская областная энергосетевая компания». Прежнее сокращённое наименование — ОАО «МОЭСК» было изменено для предотвращения путаницы с Московской объединённой электросетевой компанией.
Генеральный директор: Бойко Владимир Александрович 

## Задачи и цели
Акционерное общество «Московская областная энергосетевая компания» было создано со 100-процентным участием в уставном капитале Правительства Московской области. Общество создано в целях обеспечения повышения надежности функционирования энергосетевого хозяйства в Московской области и решения накопившихся проблем в региональном электроснабжении, таких как:
- дефицит электрической мощности,
- снижение надёжности электроснабжения потребителей,
- высокий уровень потерь при передаче электрической энергии.

По предложению председателя Топливно-энергетического комитета Московской области Цагадаева Ц. Д. уставной капитал АО «Мособлэнерго» был увеличен до 291 000 000 рублей.
Основными целями деятельности АО «Мособлэнерго» являются:
- Повышение качества и надежности эксплуатации электрических сетей муниципальных образований Московской области
- Ускорение развития электрических сетей для обеспечения социально-экономического развития Московской области
- Обеспечение снижения технологических и коммерческих потерь при передаче электрической энергии
- Обеспечение взаимодействия электросетевых организаций, осуществляющих деятельность на территории Московской области
- Обеспечение привлекательности инвестиций в электроэнергетику Московской области
- Создание единой сетевой производственной инфраструктуры топливно-энергетического комплекса Московской области

## Совет директоров
Общее руководство деятельностью осуществляется Советом директоров в количестве шести членов в составе:
- Айрапетянц Дмитрий Германович — заместитель министра энергетики Московской области;
- Асауленко Светлана Александровна — заместитель министра энергетики Московской области;
- Бучнев Антон Геннадьевич — заместитель министра имущественных отношений Правительства Московской области;
- Машкова Надежда Ивановна — заместитель министра инвестиций и инноваций Московской области;
- Полещук Алексей Викторович — главный советник федерального государственного бюджетного учреждения «Российское энергетическое агентство»;
- Тимофеев Макар Андреевич — первый заместитель министра энергетики Московской области.

## Электросетевое хозяйство
Трансформаторные подстанции ОАО "Мособлэнерго"
АО «Мособлэнерго» обслуживает около 3 000 трансформаторных подстанций и 11 000 км линий электропередач различных уровней напряжения. В результате проведенной реконструкции объектов и ввода объектов завершенного строительства в рамках реализации Инвестиционной программы АО «Мособлэнерго» на 2011 год коэффициент изношенности основных производственных фондов снизился по сравнению с 2010 годом и составил 12 процентов.

## Зоны деятельности

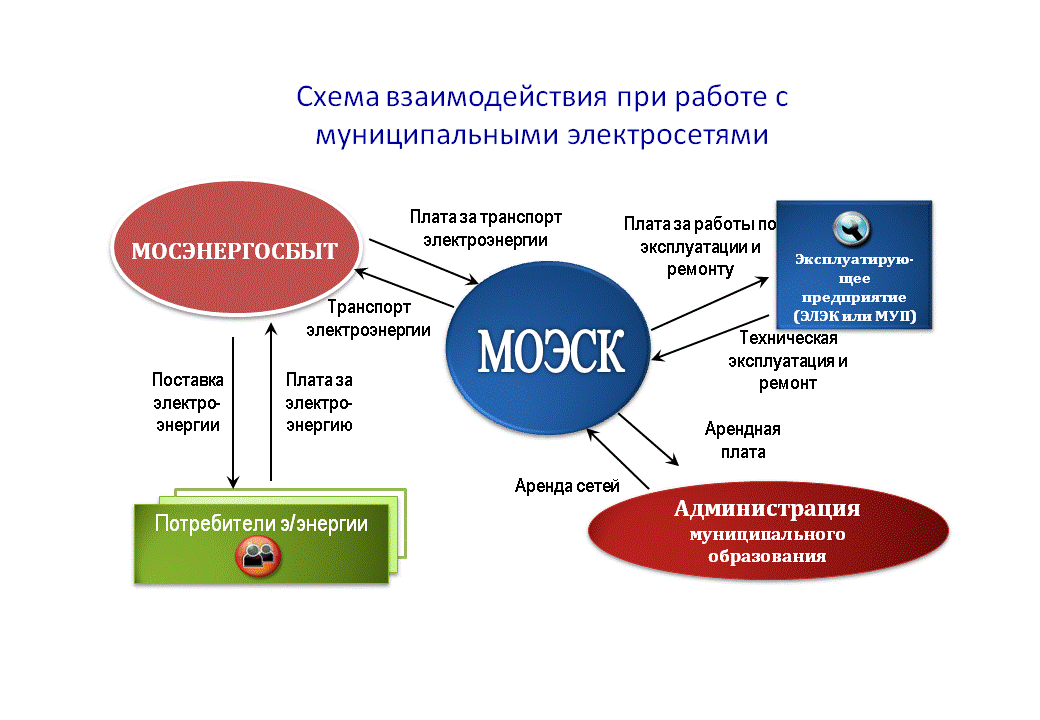
Схема взаимодействия ОАО «Мособлэнерго»

Потребителями услуг компании являются физические лица и юридические лица, осуществляющие свою деятельность на территории Московской области. Площадь муниципальных районов и городских округов Московской области, на территории которых АО «Мособлэнерго» обслуживает арендованные и собственные электросетевые объекты, составляет 22 696 км2 с населением 2 567 959 человек.
За исключением Красногорского, Одинцовского, Орехово-Зуевского районов и городского округа Дзержинский эксплуатацию сетей осуществляют дочерние и зависимые компании АО «Мособлэнерго». Вышеназванные районы обслуживаются иными подрядными организациями.
Самыми крупными по объёму мощности электроэнергии в сетях ОАО «Мособлэнерго» являются Люберецкий, Пушкинский и Воскресенский муниципальные районы. Общий баланс мощности в 2011 году составил 400,52 МВт. При этом присоединенная мощность по поданным заявкам на технологические присоединения в том же году выросла на 31 875 кВт.
По состоянию на сентябрь 2017 года в состав «Мособлэнерго» ещё не вошли МУП Электросеть г.о. Домодедово и г. Юбилейного . Их передача согласно планам должна произойти в течение 2018 года.
| п/п | Район                    | Места дислокации эксплуатируемых сетей | Эксплуатирующая организация               |
| --- | ------------------------ | --- | ----------------------------------------- |
| 1.  | Волоколамский район      | г.п. Волоколамск, г.п. Сычево, с.п. Кашинское, с.п. Осташевское, с.п. Чисменское, с.п. Ярополецкое | ОАО «Волоколамская ЭЛЭК»                  |
| 2.  | Воскресенский район      | г.п. Белоозёрский, г.п. Воскресенск, г.п. им. Цюрупы, г.п. Хорлово, с.п. Ашитковское, с.п. Фединское | филиал «Воскресенские электрические сети» |
| 3.  | Зарайский район          | г.п. Зарайск, с.п. Гололобовское, с.п. Каринское, с.п. Машоновское, с.п. Струпненское | ОАО «Зарайская ЭЛЭК»                      |
| 4.  | Каширский район          | г.п. Кашира, г.п. Ожерелье, с.п. Базаровское, с.п. Домнинское | ОАО «Каширская ЭЛЭК»                      |
| 5.  | Коломенский район        | г.п. Пески, с.п. Акатьевское, с.п. Биорковское, с.п. Непецинское, с.п. Проводниковское, с.п. Радужное, с.п. Хорошовское | ОАО «Луховицкая ЭЛЭК»                     |
| 6.  | Красногорский район      | Сети ЗАО «ИНЭП-система», д. Сабурово, с.п. Отрадненское, Сети Дома Правительства Московской области, г.п. Красногорск | ЗАО «ИНЭП-система», ООО «Раменская ЭЛЭК»  |
| 7.  | Луховицкий район         | г.п. Белоомут, г.п. Луховицы, с.п. Астаповское, с.п. Газопроводское, с.п. Головачёвское, с.п. Дединовское, с.п. Краснопоймовское, с.п. Фруктовское                                                                          | ОАО «Луховицкая ЭЛЭК»                     |
| 8.  | Люберецкий район         | г.п. Красково, г.п. Люберцы, г.п. Малаховка | ОАО «Люберецкая ЭЛЭК»                     |
| 9.  | Одинцовский район        | Сети филиала ООО ФРМУ «Кунцево», г.п. Новоивановское | ООО ФРМУ «Кунцево»                        |
| 10. | Можайский район          | г.п. Можайск | ОАО «Рузская ЭЛЭК»                        |
| 11. | Озёрский район           | г.п. Озёры, с.п. Бояркинское, с.п. Клишинское | ОАО «Озерская ЭЛЭК»                       |
| 12. | Орехово-Зуевский район   | г.п. Дрезна, г.п. Куровское, г.п. Ликино-Дулёво, с.п. Белавинское, с.п. Верейское, с.п. Горское, с.п. Давыдовское, с.п. Демиховское, с.п. Дороховское, с.п. Ильинское, с.п. Малодубенское, с.п. Новинское, с.п. Соболевское | МУП «Электросеть»                         |
| 13. | Пушкинский район         | г.п. Зеленоградский, г.п. Лесной, г.п. Правдинский, г.п. Пушкино, г.п. Софрино | ОАО «Пушкинская ЭЛЭК»                     |
| 14. | Рузский район            | г.п. Руза, г.п. Тучково, с.п. Волковское, с.п. Дороховское, с.п. Ивановское, с.п. Колюбакинское, с.п. Старорузское | ОАО «Рузская ЭЛЭК»                        |
| 15. | Серебряно-Прудский район | г.п. Серебряные Пруды, с.п. Мочильское, с.п. Узуновское, с.п. Успенское | ОАО «Каширская ЭЛЭК»                      |
| 16. | Серпуховский район       | г.п. Пролетарский, с.п. Васильевское, с.п. Данковское, с.п. Дашковское, с.п. Липицкое | ОАО «Серпуховская ЭЛЭК»                   |
| 17. | Солнечногорский район    | Сети ООО «Технокомплекс», г.п. Солнечногорск, г.п. Ржавки, с.п. Лунёвское | ООО «Технокомплекс»                       |
| 18. | Талдомский район         | г.п. Вербилки, г.п. Запрудня, г.п. Северный, г.п. Талдом, с.п. Гуслевское, с.п. Ермолинское, с.п. Темповое | ОАО «ТалдомЭЛЭК»                          |
| 19. | Шатурский район          | г.п. Мишеронский, г.п. Черусти, г.п. Шатура, с.п. Радовицкое | ОАО «Шатурская ЭЛЭК»                      |

| п/п | Городской округ                   | Места дислокации эксплуатируемых сетей | Эксплуатирующая организация  |
| --- | --------------------------------- | -------------------------------------- | ---------------------------- |
| 20. | Городской округ Балашиха          | Сети ООО «Конкурент+», г.о. Балашиха   | ОАО «Люберецкая ЭЛЭК»        |
| 21. | Городской округ Дзержинский       | г.о. Дзержинский                       | МУП «ЭКПО»                   |
| 22. | Городской округ Долгопрудный      | г.о. Долгопрудный                      | ООО «Энерготех»              |
| 23. | Городской округ Лосино-Петровский | г.о. Лосино-Петровский                 | ОАО «Лосино-Петровская ЭЛЭК» |
| 24. | Городской округ Подольск          | Сети ООО «СПУ Артис», г.о. Подольск    | ЗАО «Подольская ЭЛЭК»        |
| 25. | Городской округ Рошаль            | г.о. Рошаль                            | ОАО «Рошальская ЭЛЭК»        |
| 26. | Городской округ Электрогорск      | г.о. Электрогорск                      | ОАО «Электрогорская ЭЛЭК»    |
| 27. | Городской округ Электросталь      | г.о. Электросталь                      | ООО «Электростальская ЭЛЭК»  |

Основной конкурент Общества в сфере деятельности по технологическому присоединению к электрическим сетям:
ОАО «Московская объединённая электросетевая компания»

## Дочерние и зависимые общества
Для осуществления деятельности по технической эксплуатации электросетей ОАО «Мособлэнерго» совместно с администрациями муниципальных образований Московской области, организациями и физическими лицами создает дочерние и зависимые электросетевые компании. Созданные предприятия осуществляют эксплуатацию электросетевого хозяйства на территории закрепленных муниципальных образований Московской области.

### Дочерние общества
- ОАО «УАВР „Мособлэнерго“». Управление аварийно-восстановительных работ (УАВР) было создано для ликвидации аварий и устранения последствий технологических нарушений. В состав УАВР вошли специализированные оперативно-выездные и аварийно-восстановительные бригады.[12]
- ОАО «Энергостройпроект»[ссылка 1].
- ООО «ЭнергоСпецСтрой»[ссылка 2].

### Зависимые общества
- ОАО «Волоколамская ЭЛЭК»
- ОАО «Воскресенская ЭЛЭК»
- ОАО «Серпуховская ЭЛЭК»
- ЗАО «Подольская ЭЛЭК»
- ОАО «Зарайская ЭЛЭК»
- ОАО «Каширская ЭЛЭК»
- ОАО «Электрогорская ЭЛЭК»
- ОАО «Лосино-Петровская ЭЛЭК»
- ОАО «Люберецкая ЭЛЭК»
- ОАО «Пушкинская ЭЛЭК»
- ОАО «Рузская ЭЛЭК»
- ОАО «ТалдомЭЛЭК»
- ОАО «Шатурская ЭЛЭК»
- ОАО «Луховицкая ЭЛЭК»
- ОАО «Озерская ЭЛЭК»
- ООО «Раменская ЭЛЭК»
- ОАО «Рошальская ЭЛЭК»
- ОАО «Инновационные системы»

## Ключевые финансовые показатели
Структура выручки за 2011 год
 Передача электрической энергии (95 %) Технологическое присоединение потребителей (4 %) Прочие услуги (1 %)
| № п/п | Наименование                               | 2008 год/тыс. руб. | 2009 год/тыс. руб. | 2010 год/тыс. руб. | 2011 год/тыс. руб. |
| ----- | ------------------------------------------ | ------------------ | ------------------ | ------------------ | ------------------ |
| 1.    | Выручка от регулируемых видов деятельности | 2 312 744          | 2 998 289          | 4 100 712          | 4 434 471          |
| 2.    | Прочая выручка                             | 53 284             | 46 462             | 56 061             | 52 407             |
| 3.    | Выручка всего                              | 2 366 028          | 3 044 751          | 4 156 773          | 4 486 878          |
| 4.    | Чистая прибыль (убыток)                    | 841 352            | 1 113 031          | 1 561 902          | 1 298 757          |

Основным видом деятельности Общества является оказание услуг по передаче электрической энергии. В структуре выручки Общества за 2011 год 95 % составляют услуги по передаче электроэнергии по сетям.
Помимо финансовых вложений в активы дочерних и зависимых компаний ОАО «Мособлэнерго» делает долгосрочные финансовые вложения в другие энергетические и инженерные предприятия Российской Федерации:
- ОАО «Московская объединённая электросетевая компания»
- ОАО энергетики и электрификации «Мосэнерго»
- ОАО «4-я генерирующая компания оптового рынка э/энергии»
- ОАО «Мосэнергосетьстрой»
- ОАО «Специализированное проектно-конструкторское бюро по ремонту и реконструкции»
- ОАО «Московская теплосетевая компания»
- ОАО «6-я генерирующая компания оптового рынка э/энергии»
- ОАО «ФСК ЕЭС»
- ОАО «Федеральная гидрогенерирующая компания»
- ОАО «1-я генерирующая компания оптового рынка э/энергии»
- ОАО «Мосэнергосбыт»
- ОАО «Межрегионтеплосетьэнергоремонт»